# Levy Rosell
Levy Rossell (Coro, Venezuela, 23 de mayo de 1945-25 de abril de 2018) fue un actor, dramaturgo y director de teatro venezolano. 

## Carrera
Estudió Artes Escénicas en el Teatro Universitario de Caracas con el director Nicolás Curiel; luego se inscribió en la Cátedra de Teatro del Pedagógico de Caracas al lado del director Eduardo Salomón; e hizo parte del Taller de Actuación Teatral del Ateneo de Caracas con Álvaro de Rosson. Se especializó en Artes Escénicas en Estados Unidos y Brasil. En 1968, regresó a Venezuela para escribir y educar con las artes escénicas. En 1972, y bajo la figura del grupo de formación actoral "Arte de Venezuela", adapta al castellano, produce y dirige el montaje de la Opera Rock "Godspell", en el cual participan diversos noveles artistas que luego emergen como figuras importantes de las artes escénicas en Venezuela. Dicho grupo contribuye grandemente en las décadas de los 70 y 80 a la formación de nuevos talentos, otorgando además la distinción a los más destacados, del premio "Siempreviva".
"A pesar de muchos contratiempos pudo regentar una sala en el sótano 1 de Parque Central, construida bajo sus indicaciones por el Centro Simón Bolívar; pero durante el gobierno del presidente Jaime Lusinchi la entregó porque no pudo cancelar el condominio". Actualmente dicha sala, perteneciente a la Fundación Espacios Culturales designó a la "Sala Levy Rossell" en su honor.
Levy Rosell fue director general de Animación Cultural del Consejo Nacional de la Cultura (CONAC) y Director de Cultura de la Alcaldía del Municipio Baruta. 
En ese site, también se destaca que "se refugió en La Guaira para trabajar con las comunidades más pobres, pero el deslave de 1999 lo sacó y lo aventó hacia Caracas y otras poblaciones para ganarse al diario yantar. Siete años después, otra generación de actores y productores, en un acto paradójico que sólo se da en el mundo de las artes, lo homenajeó y colocó su nombre a ese mismo espacio donde trabajó intensamente en épocas pretéritas. Aceptó hacer un intenso taller de lectura dramatizada con sus 17 obras".
En Venevisión, participó como jurado en "Bailando con las estrellas", "Bailando con los gorditos", "Bailando con los abuelos" y "Bailando con las Reinas" (todos dentro de Super Sábado Sensacional) y también formó parte del elenco de "Los Secretos de Lucía".
En televisión, también fungió como jurado de la sección "Talento de corazón", del maratónico "Sábado de corazón", animado por Winston Vallenilla. En la pantalla grande se le vio en “Entre golpes y boleros”, “Miranda”, “Bolívar”, “Er Conde Bond” y “Vimazoluleka”, su ópera prima, (que años atrás llevó a las tablas) está en trámites para ser proyectada en las salas de cine nacional. Rosell inventó el fonema "vimazoluleka", utilizando las dos primeras palabras de los nombres de sus íntimos compañeros de estudio del Liceo Aplicación. La obra está compuesta de dos actos o 16 escenas, nueve canciones y tres situaciones de puesta en escena. Antes de llegar al séptimo arte, "Vimazoluleka" fue la primera respuesta criolla al cambio radical del teatro que se dio en el mundo durante las décadas de los 60 y los 70 del siglo XX.

## Obras teatrales
Escribió y llevó a las tablas más de 17 obras, entre las principales:
- Caracas… ¡Urgente!
- El Gran Takamajaka.
- En el Limbo.
- Fedora
- Hola Público.
- La Atlántida.
- La Cuchufleta.
- Lo mío me lo dejan en la olla.
- María Moños y Cemeruco.
- Narváez.
- Pajarraco
- Parrandón a todos los santos.
- Pinocho.
- Pompeyo.
- Querido yo
- Reverón.
- Vimazoluleka.

## Fallecimiento
El actor falleció el 25 de abril de 2018 a las 9:00 de la mañana, tras sufrir complicaciones respiratorias, situación agravada por la falta de medicamentos.
“Con profundo dolor confirmo la muerte de mi maestro querido Levy Rossell, formador de tantos otros, querido por tantos. Carente de medicinas que le permitiesen sobrevivir, se va otro baluarte de nuestra cultura, víctima de un estado de indefensión imperdonable. QEPD. #Venezuela”, escribió la periodista Mibelis Acevedo en su cuenta de Twitter.
En junio de 2017 sufrió un accidente cerebrovascular que comprometió gravemente su salud.